# 올레크 예프레모프

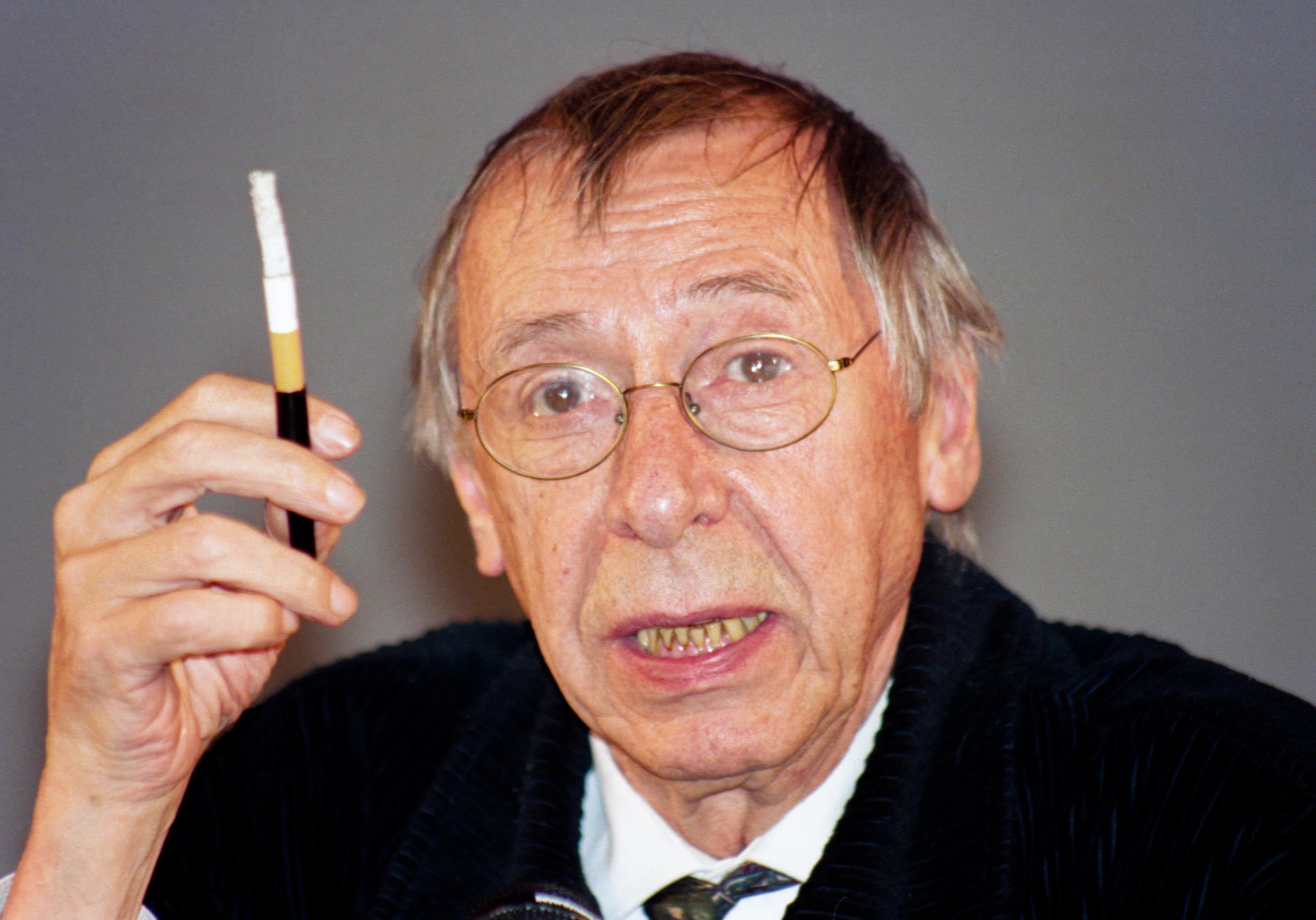

올레크 예프레모프(Oleg Nikolayevich Yefremov, 러시아어: Оле́г Никола́евич Ефре́мов, 1927년 10월 1일 ~ 2000년 5월 24일)는 러시아의 배우이자 연출가다.
모스크바 예술극장 부속 연극학교 졸업과 함께 중앙아동극장으로 들어가 배우 및 연출가가 되었으나 1957년에는 동지를 규합하여 청년배우 연구극장을 결성, 이듬해 이것이 연구극장 '현대인'으로 개칭되어 이곳의 수석 연출가를 지냈다. 예리한 사회비평을 곁들인 시민적 감정, 적절한 서정성과 잘 융화된 신선한 현대적 감각, 충만한 젊은 에너지 등이 그의 특색있는 연출이며, 짧은 시일 안에 많은 지지자를 얻을 수 있었던 것도 이 때문이다.